# Философия математики
Филосо́фия матема́тики — раздел философии науки, исследующий философские основания и проблемы математики: онтологические, гносеологические, методологические, логические и аксиологические предпосылки и принципы математики в целом, её различных направлений, дисциплин и теорий. В широком смысле философия математики занимается построением семантической теории «языка» математики для изучения смысла математических высказываний и сущности абстрактных объектов.

## Направления

### Платонизм
Если ещё пифагорейцы обожествляли числа, то Платон и его последователи углубили и расширили их аргументацию, попутно отказавшись от пифагорейского эзотеризма и сектантства, что принесло им огромное влияние на всё развитие математики. Несмотря на то, что уже Аристотель критиковал Платона за преувеличение роли математики, платонизм в модифицированных формах существует до сих пор как математический реализм.

### Логицизм
После открытия Кантором теории множеств возник кризис оснований математики, который Г. Фреге и его последователи (Рассел, Уайтхед) пытались разрешить сведением математики к логике. Это сильно развило математическую логику, но после доказательства теоремы Гёделя программа логицизма начала рушиться. Впрочем, сейчас наблюдается некоторое оживление интереса к логицизму в виде неологицизма через обращение к наследию Мейнонга.

### Интуиционизм
Эдмунд Гуссерль и другие философы (Вейль, Беккер и пр), связанные с феноменологической традицией, попытались преодолеть тот же кризис в математике через обращение к картезианской очевидности и интуитивности, хоть при этом и отвергалось многое очевидное прежде, например, закон непротиворечия.

### Формализм
Через создание непротиворечивых формальных систем Гильберт и прочие его последователи хотели избежать парадоксов теории множеств.